# 돗토리 이십세기 배 기념관
돗토리 이십세기 배 기념관(鳥取二十世紀梨記念館)은 일본 돗토리현 구라요시시에 있는 배를 주제로 한 박물관이다. 구라요시 파크 스퀘어를 구성하는 시설의 하나로, 2001년 4월에 개관했다. 2009년 12월부터 나싯코관(なしっこ館 나싯코칸[*])이라는 애칭이 사용되고 있다.